# Куомо, Эндрю
Эндрю Куомо (англ. Andrew Cuomo; род. 6 декабря 1957, Куинс, Нью-Йорк, США) — американский политический деятель, 56-й губернатор штата Нью-Йорк (2011—2021).
Ранее занимал пост министра жилищного строительства и городского развития США (1997—2001), затем — генерального прокурора Нью-Йорка (2007—2010). Член Демократической партии.

## Биография
Куомо родился в Куинсе, Нью-Йорк, в семье итало-американского происхождения и является старшим сыном Марио Куомо и Матильды Раффы, дочери Чарли Раффы. Он — старший брат журналиста ABC News Криса Куомо.
Куомо окончил школу Святого Джерарда в 1971 году и Среднюю школу архиепископа Моллоя в 1975 году. B 1979 году он получил степень бакалавра искусств в Фордхемском университете и доктора юриспруденции в Юридической школе Олбани в 1982 году. Как член Демократической партии, Куомо был главным помощником своего отца во время его кампании 1982 года на пост губернатора Нью-Йорка. После его победы он присоединился к штату губернатора как один из главных советников его отца, зарабатывая 1$ в год.
В период с 1984 по 1985 год Куомо был помощником Генерального прокурора Нью-Йорка. Куомо недолго работал в юридической фирме Блютрич, Фалькон & Миллер.
С 1990 по 1993 год, во время правительства мэра Нью-Йорка Дэвида Динкинса, Куомо служил председателем нью-йоркской Комиссии по бездомным, которой было поручено разработать политику по решению проблемы бездомных в городе и разработать дополнительные варианты жилья.
В 1993 году Эндрю Куомо был назначен помощником министра жилищного строительства и городского развития США Генри Сиснероса, должность которого он занял в 1997 году.

### Губернатор Нью-Йорка
2 ноября 2010 года победил на губернаторских выборах в штате Нью-Йорк республиканца, сторонника движения чаепития Карла Паладино.
В 2014 году переизбран с результатом 54 % (основным соперником Куомо был республиканец Роб Асторино, которого поддержали 40,6 % избирателей).
В 2018 году вновь добился успеха на очередных губернаторских выборах, заручившись голосами 59,6 % избирателей против 36,2 % у республиканца Марка Молинаро.
10 августа 2021 года объявил об уходе в отставку через 14 дней в связи с началом официального расследования генеральным прокурором штата обвинений в сексуальном преследовании, выдвинутых против Куомо несколькими женщинами (в основном — его подчинёнными). При этом губернатор продолжает настаивать на своей невиновности, хотя ассамблея Нью-Йорка заявила, что «существуют значительные доказательства того, что бывший губернатор Куомо причастен к сексуальным домогательствам».
4 января 2022 года окружной прокурор Олбани демократ Дэвид Соарес обратился к суду с сообщением о снятии с Куомо уголовных обвинений ввиду невозможности их доказать.

### Выборы мэра Нью-Йорка (2025)
1 марта 2025 года Куомо выдвинул свою кандидатуру на выборах мэра Нью-Йорка в 2025 году. В своей кампании Куомо сделал акцент на общественной безопасности и доступности жилья и назвал себя прогрессивным, поскольку проводил на посту губернатора либеральную политику. В то же время The Hill отметила, что Куомо «приобрел репутацию умеренного» и считается на выборах «главным центристом». На протяжении всей кампании Куомо подчеркивал свой предыдущий опыт работы на посту губернатора и свое неприятие антисемитизма. Он выступал за увеличение численности полиции, минимальную заработную плату в размере 20 долларов, строительство 500 000 новых домов и налоговые льготы. В течение первых 13 дней своего выдвижения на пост мэра в марте 2025 года Куомо собрал взносы от 2821 пожертвователя. По состоянию на 17 марта 2025 года он собрал более 1,51 миллиона долларов. 
7 мая 2025 года Куомо решил также баллотироваться в качестве независимого кандидата от «третьей партии» под названием «Борись и побеждай», чтобы получить второй голос в бюллетенях для голосования по системе смешанного голосования в Нью-Йорке. Это позволило бы Куомо остаться в бюллетенях для голосования на всеобщих выборах, если бы он проиграл праймериз Демократической партии.
24 июня Куомо признал своё поражение в борьбе за выдвижение от Демократической партии после того, как результаты первого тура показали, что Зоран Мамдани значительно опережает его. Однако 26 июня источники, близкие к Куомо, подтвердили CNN, что он останется в гонке в качестве независимого кандидата.

## Личная жизнь
Куомо был женат на Кэрри Кеннеди, седьмом ребёнке Роберта Кеннеди и Этель Кеннеди, в течение 13 лет. За время брака у них родились три ребёнка: Кэра, Микаэла и Мэрайя.